# Martín José Warnes
Martín José Warnes (8 de julio de 1786, Ciudad de Buenos Aires, Virreinato del Río de la Plata - fall. 1842, Valparaíso, Chile) fue un marino argentino que luchó en la Real Armada en la campaña de Trafalgar, en las fuerzas patriotas durante la guerra de Independencia de la Argentina y de Chile, en la escuadra de apoyo a la Expedición Libertadora del Perú y en la Armada Argentina durante la Guerra del Brasil.

## Familia
Martín José Antonio Fermín Warnes nació en la ciudad de Buenos Aires, Virreinato del Río de la Plata (Argentina) el 8 de julio de 1786, hijo de Manuel Antonio Warnes y de doña Ana Jacoba García de Zúñiga, hija del General Alonso García de Zúñiga.
Su padre llegó a Buenos Aires desde Cádiz en 1746 como maestre y dueño de registro de la nave de matrícula francesa Amable. En Buenos Aires se convirtió en vecino importante del comercio, fue capitán de las milicias urbanas de caballería, fiel ejecutor, regidor, alcalde de 1.º y 2.º voto, alférez real y procurador del Cabildo de Buenos Aires.
Era hermano del coronel Ignacio José Warnes, héroe de la independencia de Argentina y Bolivia y gobernador de Santa Cruz de la Sierra, de Manuela Josefa Warnes, quien en 1812 casaría con el futuro presidente de Chile José Joaquín Prieto Vial,  de las patricias Martina Warnes y de Maria Jacinta Warnes casada con Juan José Ballesteros y Patiño, padres de Santiago Rafael Ballesteros Warnes casado con Indalesia Fornaguera Ubiñas y cuya hija Indalecia Ballesteros Fornaguera se casó con Emilio Carranza Viamonte.

## Biografía
Cursó sus primeros estudios en la escuela de Cosme Mariano Argerich y en 1802 fue enviado a seguir la carrera naval en España. En 1804 ingresó como guardiamarina en el Apostadero Naval de San Fernando, en Cádiz. En 1805 luchó valientemente en la batalla de Trafalgar a bordo del navío Santísima Trinidad, que comandaba quien fue más tarde el último virrey del Río de la Plata, Baltasar Hidalgo de Cisneros. Es tradición que cuando Cisneros fue herido gravemente combatían a su lado como ayudantes Martin José Warnes y Eusebio Medrano, también porteño.
Cuando Fernando VII de España recuperó el trono y se impuso la Restauración absolutista en España, Warnes volvió a Buenos Aires. Llegó en 1816, por la misma época en que su hermano el coronel Ignacio Warnes enfrentaba a los realistas como gobernador de Santa Cruz de la Sierra y meses antes de que muriera en combate.
Se enroló como oficial de artillería del Ejército de los Andes al mando del general José de San Martín en 1817 y luchó con el grado de capitán en las batallas de Cancha Rayada y Maipú. A resultas de su comportamiento en Maipú fue ascendido a sargento mayor graduado. Luego se puso a órdenes del almirante Manuel Blanco Encalada en la primera escuadra chilena y fue uno de los pioneros de la armada de ese país.
Como teniente de marina graduado de mayor y primer ayudante de órdenes de Blanco Encalada a bordo del General San Martín se distinguió durante el Combate Naval de Talcahuano en la captura de la fragata española María Isabel frente a la plaza realista de Talcahuano, mereciendo ser recomendado por su comandante en el parte de la acción. Tras ser tomado el María Isabel, fue enviado a tierra para exigir la libertad del entonces mayor Guillermo Miller, enviado como parlamentario ante el coronel realista Juan Francisco Sánchez quien se proponía ejecutarlo. Amenazando con colgar a los prisioneros españoles del María Isabel Warnes consiguió la libertad de Miller.
A órdenes de Thomas Alexander Cochrane, tomó parte del traslado del ejército de San Martín en la Expedición Libertadora del Perú, y en las posteriores campañas navales de apoyo.
Regresó a Buenos Aires a principios de 1825, y en octubre de ese año fue puesto al mando de la goleta Sarandí al estallar la guerra del Brasil, con el grado de sargento mayor de marina. Luchó en el Combate de Punta Colares (9 de febrero de 1826) pero apenas arribado a puerto, el comandante de la escuadra Guillermo Brown dirigió un despacho al comandante de marina José Matías Zapiola criticando duramente el desempeño de los comandantes de su flota, Warnes, Roberto Beazley, Guillermo Mason y Juan Bautista Azopardo, su segundo al mando, por considerar que habían permanecido voluntariamente lejos de la acción y que su conducta había impedido una decidida victoria.
La reacción al poco meditado informe de Brown fue inmediata y los involucrados fueron relevados y sujetos a consejo de guerra que se reunió el 16 de agosto de 1826. En diciembre el tribunal libró a los cuatro capitanes de culpa, considerando que habían actuado apropiadamente, que su demora en entrar en combate había sido producto de la mayor velocidad de la nave insignia y de la falta o insuficiencia de señales e instrucciones y que una vez empeñado lo habían sostenido como demostraban sus bajas y los daños sufridos. En su descargo Warnes planteó también que había salido del combate por severos daños. En efecto, la Sarandí sufrió averías en las dos oportunidades, así como el mayor número de bajas de la jornada, un muerto y cuatro heridos.
Pese a ser absueltos, considerándose agraviados por la acusación y el proceso, Azopardo y Warnes pidieron la baja y absoluta separación del servicio. Warnes fue más tarde incorporado al ejército como sargento mayor de artillería en la guarnición de Buenos Aires.
Apoyó la revolución de Juan Lavalle contra el gobernador Manuel Dorrego, por lo que cuando llegó al poder Juan Manuel de Rosas a fines de 1829, abandonó el país. Vivió en Paysandú, Uruguay, donde formó familia en una casa que construyó en la calle Florida de esa ciudad. Se trasladó luego a Chile, donde llegó a coronel de marina. Murió en Valparaíso en 1842.
Había casado en primeras nupcias con Luz Montt y Espínola y en segundas en 1831 en Paysandú, Uruguay, con Lucía Ribot y Calmet. Con su primera esposa fue padre de la mendocina Ana Warnes y Montt (1820-1873) y con la segunda de Onésimo Warnes y Ribot, del sargento mayor Ovidio Inocencio Warnes y Ribot (1831-1889) y Joaquín Warnes y Ribot (1832-1912)